# Be happy!
Be happy! és una pel·lícula musical del 2019 dirigida per Ventura Pons. El 26 de juny de 2020 es va estrenar el doblatge en català a TV3. És el primer musical de Pons, rodat entre Londres i Mallorca, i compta amb cançons de Lluís Llach i Maria del Mar Bonet interpretades en anglès. Hi actuen Toni Vallès, Billy Cullum, Sian Phillips, Minnie Marx, Mathew White i Vicky Peña, entre d'altres.

## Argument
Els MGMC actuen a Londres. Hi van en Peter, psiquiatre freudià casat amb el finlandès Mika; en David, jove britànic gai que viu a Banyoles, addicte al Grindr, i la Coco Lamour, actriu francesa de París. En Peter és molt amic de la Maria, també psiquiatra freudiana, i de la Betsy, la mare d'en David, que viu a Cadaqués. La Maria hi fa un viatge per passar uns dies amb la Betsy. En David treballa en una companyia informàtica de Girona que dirigeix una jove índia, Usha, molt talentosa i que passa una crisi gran amb la seva parella, en Daniel, mallorquí que viu a Barcelona. L'Albert és un famós escriptor britànic retirat a Begur passant el dol per la pèrdua de la seva parella. La Gilda, una gran actriu mig escocesa, mig alemanya, viu a Mallorca i és molt amiga d'en Joan Laínez i dels MGMC. A casa d'ella cada dia és una festassa. Tots estan preocupats per la història del mal d'amor dels xicots joves. Però, com diu Shakespeare "Tot el que és bo, acaba bé" en un viatge de tota la colla a Mallorca.